# Mezina
Mezina är en ort i Tjeckien. Den ligger i den östra delen av landet, 220 km öster om huvudstaden Prag. Mezina ligger 562 meter över havet och antalet invånare är 247.
Terrängen runt Mezina är platt åt sydväst, men åt nordost är den kuperad. Runt Mezina är det ganska glesbefolkat, med 25 invånare per kvadratkilometer. Närmaste större samhälle är Bruntál, 3,4 km norr om Mezina. Omgivningarna runt Mezina är en mosaik av jordbruksmark och naturlig växtlighet.